# Mazcuerras
Mazcuerras, que también recibe el nombre de Luzmela, es un municipio y localidad de la comunidad autónoma de Cantabria (España) situado en la comarca de Saja-Nansa. El municipio está a 46 km de la capital cántabra, Santander, y tiene 2100 habitantes y 55 km² aproximadamente.

## Toponimia
Es habitual la identificación errónea de la localidad de Mazcuerras con el pueblo medieval de Malacoria. Sin embargo el origen del término Mazcuerras parece proceder en realidad del topónimo medieval Mescorez, presente en un documento fechado en 1184. Para el filólogo Alberto González Rodríguez, este término es el resultado de la combinación de las voces mazo y cuerras. Así pues Mazcuerras vendría a significar 'la elevación (con forma de mazo) donde se hallan los corrales circulares'.
Desde 1948, el municipio adopta cooficialmente la denominación de Luzmela, en honor a la obra La niña de Luzmela de la escritora Concha Espina, ambientada en una localidad ficticia inspirada en la localidad de Mazcuerras.

## Geografía
|                                   | Norte: Cabezón de la Sal y Reocín |                                       |
| Oeste: Ruente y Cabezón de la Sal |                                   | Este: Cartes y Los Corrales de Buelna |
|                                   | Sur: Cieza y Ruente               |                                       |

## Historia
La zona que actualmente ocupa el municipio de Mazcuerras estuvo habitada desde el Paleolítico Superior, como evidencia el hallazgo de material lítico en un yacimiento de Ibio. 
Se cree que en la época prerromana vivió en la zona la gens cántabra de los blendios. Durante la época de la dominación romana, aunque la principal vía de comunicación era la calzada por el valle del Besaya, se cree que esta zona era una ruta alternativa.
Un documento de 814 hace una referencia a Malacoria, como lugar del que procedían foramontanos, esto es, repobladores de Castilla. En la Edad Media, este territorio formaba parte del alfoz de Cabezón, dentro de la merindad de las Asturias de Santillana. En el libro Becerro de las Behetrías de Castilla varios concejos que hoy están integrados en este municipio aparecían formando parte del distrito valle de Cabezón: Cos, la colación de Ibio con los barrios de Ferrera, Meñi, Serna, Sierra y Viya, y Mazcuerras con los barrios de Cohíño y Villanueva.
La Casa de la Vega extendió su dominio señorial sobre estos territorios en el siglo XIV, confirmándolo el rey Juan II en 1444 en la persona de Íñigo López de Mendoza. Cabezón fue uno de los valles que emprendió el Pleito de los Nueve Valles para eludir el dominio señorial. Concluyó en 1581, con el reconocimiento del realengo en estas zonas. 
Este territorio estaba integrado en la provincia de los Nueve Valles (1630). En 1821 Cos, Ibio y Mazcuerras formaron uno de los tres municipios constituidos en el valle de Cabezón. Mazcuerras perteneció al partido judicial de Comillas, más tarde pasó a Valle de Cabuérniga y, finalmente, a Torrelavega, en el que permanece.

## Economía
La actividad económica tradicional de este municipio ha sido la ganadería bovina y el cultivo de flores. No obstante, es un sector económico en recesión y la mayor parte de sus habitantes se emplean en el sector terciario, sobre todo en hostelería y el turismo rural.
Un 15,5 % de la población del municipio se dedica al sector primario, un 20,8 % a la construcción, un 25,9 % a la industria y un 37,8 % al sector servicios.

## Administración y política

### Gobierno municipal
Celestino Fernández García (PSC-PSOE) fue alcalde del municipio a partir las elecciones municipales del año 1995. En 2025 era alcalde Francisco Javier Camino Conde.
| Partido político                         | 2023  | 2023  | 2023       | 2019  | 2019  | 2019       | 2015  | 2015  | 2015       | 2011  | 2011  | 2011       | 2007  | 2007  | 2007       | 2003  | 2003  | 2003       |
| Partido político                         | Votos | %     | Concejales | Votos | %     | Concejales | Votos | %     | Concejales | Votos | %     | Concejales | Votos | %     | Concejales | Votos | %     | Concejales |
| Partido Popular (PP)                     | 875   | 64,38 | 8          | 910   | 66,13 | 8          | 772   | 56,47 | 7          | 583   | 39,47 | 5          | 511   | 37,06 | 4          | 507   | 37,31 | 3          |
| Partido Socialista Obrero Español (PSOE) | 233   | 17,14 | 2          | 252   | 18,31 | 2          | 385   | 28,16 | 3          | 417   | 28,23 | 4          | 438   | 31,76 | 4          | 528   | 38,85 | 4          |
| Partido Regionalista de Cantabria (PRC)  | 214   | 15,74 | 1          | 199   | 14,46 | 1          | 167   | 12,22 | 1          | 258   | 17,47 | 2          | 237   | 17,19 | 2          | 165   | 12,14 | 1          |
| PCSC                                     | —     | —     | —          | —     | —     | —          | —     | —     | —          | —     | —     | —          | 169   | 12,26 | 1          | —     | —     | —          |
| Unidad Cántabra (UCn)                    | —     | —     | —          | —     | —     | —          | —     | —     | —          | —     | —     | —          | —     | —     | —          | 140   | 10,3  | 1          |

### Organización territorial
Mazcuerras o Luzmela es la capital del municipio. Está ubicada a 135 m s. n. m., al pie de una sierra y junto al arroyo de Pulero, afluente del río Saja. En el año 2004 contaba con una población de 335 habitantes (INE).
Los 2089 habitantes (INE, 2024) se distribuyen en los siguientes núcleos de población:
- Mazcuerras o Luzmela (capital), 297 habitantes, a 46 kilómetros de Santander
- Villanueva de la Peña, 787 habitantes, a 2,5 kilómetros de la capital municipal.
- Cos, 233 habitantes, a 1,5 kilómetros de la capital municipal.
- Herrera de Ibio, 238 habitantes, a 4 kilómetros de la capital municipal.
- Riaño de Ibio, 222 habitantes, a 5 kilómetros de la capital municipal.
- Ibio, 176 habitantes, a 5 kilómetros de la capital municipal.
- Sierra de Ibio, 136 habitantes, a 6 kilómetros de la capital municipal.

## Demografía
Mazcuerras cuenta con una población de 2089 habitantes (INE 2024).
| Gráfica de evolución demográfica de Mazcuerras entre 1842 y 2021                                                    |
| |
| Población de derecho según los censos de población del INE Población de hecho según los censos de población del INE |

## Cultura

### Patrimonio
En la localidad de Mazcuerras puede verse arquitectura religiosa como la iglesia parroquial de San Martín, que data del siglo XVII y la ermita de San Roque, del XVIII. Dentro de la arquitectura civil, hay algunas casas particulares dignas de mención, como la casa de Nicolás de Hoyos Calderón (primera mitad del siglo XVIII), la casa montañesa donde residió la escritora Concha Espina y la finca Las Magnolias (1882, estilo ecléctico), residencia de la también escritora Josefina Aldecoa.
Dentro de este municipio, destacan como edificios protegidos:
- Casona-Torre de Hoyos, en Villanueva de la Peña, Bien de interés local; data del siglo XVI.
- Palacio de Gómez la Torre, en Riaño de Ibio, Bien inventariado; data entre finales del siglo XVII y principios del XVIII. Fachada en piedra de sillería, con tres arcos de medio punto.
- Ermita de Cintul, en Mazcuerras, Bien inventariado; de los siglos XII a XV.

Otros lugares de interés son:
- Casona de los Guerra, en Ibio, cuyos restos más antiguos datan de la primera mitad del siglo XV.
- Capilla-palacio, en Sierra de Ibio, del siglo XVII.
- Finca de Las Magnolias, en Mazcuerras, de 1882, con un mirador sostenido por columnas de hierro.

### Fiestas
- 8 de febrero, Virgen de la Peña (Villanueva de la Peña)
- 15 de mayo, San Isidro Labrador (Mazcuerras)
- 24 de junio, San Juan (Villanueva de la Peña)
- 25 de julio, Santiago (Cos)
- 26 de julio, Santa Ana (Herrera de Ibio)
- 16 de agosto, San Roque (Sierra de Ibio)
- 26 de agosto, San Vitores (Riaño de Ibio e Ibio)
- 15 de septiembre, Fiesta de los Casados. Es una fiesta muy reciente invención, se celebra en el barrio Pulero y coincide con el día de la Bien Aparecida, Patrona de Cantabria
- 16 de septiembre, San Cipriano (Ibio)
- 11 de noviembre, San Martín (Mazcuerras)

### Premios a la localidad
La localidad de Mazcuerras fue galardonada con el premio Pueblo de Cantabria en 2008.
| Predecesor: Puente Viesgo | Premio Pueblo de Cantabria 2008 | Sucesor: Udalla |

## Personas destacadas
- Concha Espina (1869-1955), galardonada escritora cántabra.
- Josefina Aldecoa (1926-2011), escritora y pedagoga leonesa.